# تكلفة اقتصادية
التكلفة الاقتصادية هي مزيج من الأرباح والخسائر لأي سلعة. ويستخدم علماء الاقتصاد في زمان القريب والبعيد  هذة القيم لمقارنة السلعة الواحدة في أوقات متخلفة من كل  عام، أو لمقارنة السلع بعضها ببعض. ومن أمثال هذة السلع المال ، الوقت، المصادر ،المنتجات.
ولا يجب الخلط بين التكلفة الاقتصادية وحساب التكاليف، لأن التكلفة الاقتصادية تأخذ في عين الاعتبار تكلفة الفرصة البديلة.

## مثال
كمثال على ذلك، نحسب التكلفة الاقتصادية لدخول الكلية.

فتكاليف الكلية تشمل الرسوم الدراسية، والإقامة والطعام والكتب والمواد الغذائية، وغيرها من المصروفات العرضية التي تقابل الفرد. 

ولحساب تكلفة الفرصة البديلة نأخذ في الاعتبار الراتب أو الأجر الذي يحصل عليه الفرد خلال فترة إقامته. 

وبذلك تكون التكلفة الاقتصادية هي التكاليف بالإضافة إلى تكلفة الفرصة البديلة.
وبالتالي، إذا كانت تكلفة دخول الكلية هي 20000 دولار سنويًا لمدة أربع سنوات. والأجور المفقودة لمن لا يعمل هي 25000 سنويًا. 

تكون التكلفة الاقتصادية لدخول الكلية تساوي 180000 دولار (20000* 4 سنوات + فائدة ال 20000 على مدار الأربع سنوات + 25000* 4 سنوات)

## جوانب التكلفة الاقتصادية
- التكلفة المتغيرة: هي التكاليف التي تتغير بما يتناسب مع نشاط الأعمال التجارية عند إنتاج السلع والخدمات. حيث يتغير مجموع التكاليف المتغيرة طردياً مع التغير في حجم النشاط، فإذا زاد حجم النشاط 10% يزداد مجموع التكاليف المتغيرة بنسبة 10%، وإذا زاد حجم النشاط 25% يزداد مجموع التكاليف المتغيرة 25%.

أمثلة على التكاليف المتغيرة:تكاليف الطاقة المستخدمة في الإنتاج، تكاليف النقل، تكاليف المواد الأولية المستخدمة في التصنيع، بعض التكاليف الصناعية غير المباشرة مثل المواد غير المباشرة.
- التكلفة الثابتة: وهي التكاليف التي لا تتغير بحجم الإنتاج وتتعلق بتكلفة الأصول الثابتة كالخدمات المتوفرة للإنتاج والعمليات المختلفة فيه، وكذلك المباني والأرض.

أمثلة على التكاليف الثابتة: تكاليف الكهرباء، والتأمين.
- التكلفة المتوسطة
- التكلفة الحدية: هي التغير في التكلفة الكلية نتيجة تغير الكمية المنتجة بوحدة واحدة، أي أنها تكلفة إنتاج وحدة واحدة إضافية بصورة عامة، التكلفة الحدية في كل مستوى من مستويات الإنتاج تشمل أي تكاليف إضافية مطلوبة لإنتاج الوحدة الاضافية.
- منحنيات التكلفة